# The Confession (webserie)
The Confession è una webserie statunitense del 2011 ideata da Kiefer Sutherland. Scritta e diretta da Brad Mirman, è stata pubblicata dal 28 marzo 2011 sul portale web Hulu.
In Italia la serie è pubblicata dal portale Streamit, nella web TV di Empire, a partire dal 23 aprile 2012.

## Trama
Durante una nevosa vigilia di Natale, un killer e un prete si ritrovano a discutere in un confessionale del bene e del male, e di quali persone meritino la vita o la morte. Il sicario racconta a sangue freddo al parroco alcuni degli omicidi che ha compiuto in passato (ricordati attraverso dei flashback). Il killer non vuole assoluzioni né cerca una qualche sorta di redenzione: vuole soltanto capire cosa porta le persone a cercare la fede, e perché questa ricerca le renderebbe meritevoli della vita.

## Webisodi
| nº | Titolo originale | Titolo italiano | Pubblicazione originale | Pubblicazione in italiano |
| -- | ---------------- | --------------- | ----------------------- | ------------------------- |
| 1  | Chapter 1        | Puntata 1       | 28 marzo 2011           | 23 aprile 2012            |
| 2  | Chapter 2        | Puntata 2       | 28 marzo 2011           | 27 aprile 2012            |
| 3  | Chapter 3        | Puntata 3       | 28 marzo 2011           | 1º maggio 2012            |
| 4  | Chapter 4        | Puntata 4       | 5 aprile 2011           | 7 maggio 2012             |
| 5  | Chapter 5        | Puntata 5       | 5 aprile 2011           | 14 maggio 2012            |
| 6  | Chapter 6        | Puntata 6       | 11 aprile 2011          | 21 maggio 2012            |
| 7  | Chapter 7        | Puntata 7       | 18 aprile 2011          | 28 maggio 2012            |
| 8  | Chapter 8        | Puntata 8       | 25 aprile 2011          | 4 giugno 2012             |
| 9  | Chapter 9        | Puntata 9       | 2 maggio 2011           | 11 giugno 2012            |
| 10 | Chapter 10       | Puntata 10      | 2 maggio 2011           | 18 giugno 2012            |

## Accoglienza
Il New York Times ha recensito la webserie come «fresca e attraente. La breve durata degli episodi permette agli spettatori di fruire liberamente della visione non essendo vincolati dal tempo. Tuttavia l'effetto complessivo che dà lo show non è dell'inizio di qualcosa, piuttosto della sua fine».

## Edizioni home video
La webserie è stata pubblicata in home video in edizione DVD-Video negli Stati Uniti il 24 gennaio 2012. L'edizione home video contiene anche video aggiuntivi e il racconto del backstage degli episodi.